# Suurlaid
Suurlaid är en ö i Estland.   Den ligger i landskapet Saaremaa (Ösel), i den västra delen av landet, 130 km sydväst om huvudstaden Tallinn. Arean är 1,9 kvadratkilometer.